# Loi relative à l'établissement des grandes lignes de chemin de fer en France
Lire en ligne

Sur Gallica : texte au Bulletin des lois de la République ; Sur Wikisource : Texte de la loi

La loi relative à l'établissement des grandes lignes de chemin de fer en France du 11 juin 1842 marque un tournant dans la construction des chemins de fer en France après une longue période de tâtonnements.

## Le contexte
À la fin de l'année 1841, la France avait un net retard sur les autres pays industrialisés dans la construction de son réseau ferré. Celui-ci comprenait seulement 319 kilomètres en exploitation, sur 566 concédés, alors que l'Angleterre en avait concédé 2521, les États allemands 627 et la Belgique 378, sans parler des États-Unis qui en exploitaient 5 800 km et en avaient concédé 15 500 km. En outre, l'État n'avait pas de politique claire, tant sur la consistance du réseau à construire que sur le régime d'exploitation à retenir.

## La loi
L'article premier de cette loi est ainsi conçu : 

« Il sera établi un système de chemins de fer se dirigeant : 
- 1° de Paris :
  - Sur la frontière de la Belgique, par Lille et Valenciennes ;
  - Sur l'Angleterre, par un ou plusieurs points du littoral de la Manche, qui seront ultérieurement déterminés ;
  - Sur la frontière de l'Allemagne, par Nancy et Strasbourg ;
  - Sur la Méditerranée, par Lyon, Marseille et Cette ;
  - Sur la frontière d'Espagne,  par Tours, Poitiers, Angoulême, Bordeaux et Bayonne ;
  - Sur l'Océan, par Tours et Nantes ;
  - Sur le centre de la France, par Bourges ;

- 2° 
  - De la Méditerranée sur le Rhin, par Lyon, Dijon et Mulhouse ;
  - De l'Océan sur la Méditerranée, par Bordeaux, Toulouse et Marseille. »

Cet article consacre le schéma du réseau ferroviaire en étoile centrée sur Paris, connu sous le nom d'« étoile de Legrand », du nom de Baptiste Alexis Victor Legrand, directeur général des Ponts et chaussées et des Mines de l'époque. Ce schéma avait été exposé pour la première fois en 1838 à l'occasion de la présentation d'un projet de loi rejeté par la Chambre des députés. En fait il reprenait les grandes lignes du mémoire de 1814 à Napoléon de Pierre-Michel Moisson-Desroches.
Le système de la loi est, en résumé, le suivant :

« Cession des terrains par les communes, construction par l'État, exploitation par des compagnies, fortune générale, fortune locale, fortune privée, tels sont les trois éléments mis en jeu pour arriver à la réalisation. »

En août 1837, fut ouverte la ligne Paris - Saint-Germain-en-Laye, puis en septembre 1840 celle de Paris à Corbeil.
Le 2 mai 1843, fut inauguré le chemin de fer de Paris à Orléans, suivi le lendemain 3 mai 1843 de celui de Paris à Rouen.

## Les conséquences de la loi
Après le vote de la loi, le rythme de création des compagnies s'accélère. Les profits considérables que réalisent, en 1843-1844, les compagnies exploitantes des chemins de fer de Rouen et d'Orléans vont animer l'ardeur des spéculateurs. De nombreuses compagnies se forment, qui vont réclamer, au nom de la loi de 1842, une concession à long terme (de quarante ans environ), soit des lignes déjà construites par l'État, soit des chemins à établir prochainement. Il y aura des compagnies dites financières et des compagnies dites fermières.
Quelques dates :
- Inauguration du chemin de fer du Nord en juin 1846 ;
- Inauguration du chemin de fer d'Avignon à Marseille en janvier 1848 ;
- Inauguration du chemin de fer d'Amiens à Boulogne en mai 1848 ;
- Inauguration du chemin de fer de Compiègne à Noyon en mars 1849 ;
- Inauguration du chemin de fer de Paris à Strasbourg en juillet 1849 ;
- Inauguration du chemin de fer de Tours à Angers en août 1849 ;
- Inauguration du chemin de fer d'Argenteuil en avril 1851.